# Hebbel-Gesellschaft

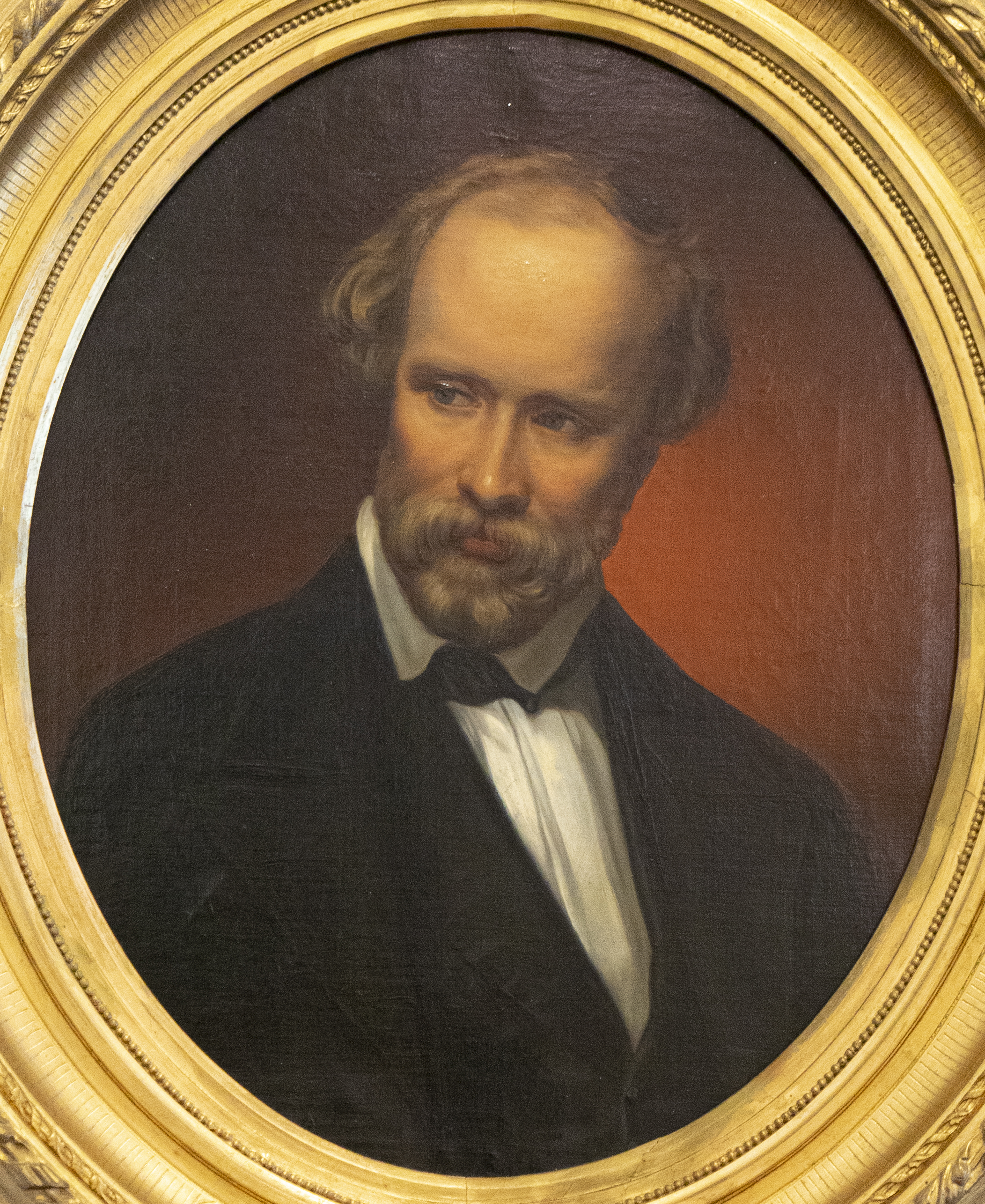
Friedrich Hebbel, Porträt von Carl Rahl (1851)
Hebbels Unterschrift:

Die Hebbel-Gesellschaft e.V. ist eine literarische Vereinigung in der Rechtsform eines eingetragenen Vereins mit dem Geschäftssitz in Wesselburen (Kreis Dithmarschen). Namensgeber der Gesellschaft ist der in Wesselburen geborene Dramatiker und Lyriker Friedrich Hebbel (1813–1863).

## Geschichte
Aufgrund einer Initiative des Mittelschulrektors Detlef Cölln (1876–1961) kam es zunächst am 5. Dezember 1925 zur Gründung einer privatrechtlichen Hebbel-Gemeinde. Cölln war Mitglied des Ausschusses für das Hebbel-Museum, das bereits 1911 gegründet wurde. Der Zusammenschluss hatte das hauptsächliche Ziel, die regionale Bekanntheit des Dramatikers Hebbels in der Provinz Schleswig-Holstein zu fördern. Der öffentliche Aufruf zum Beitritt zur Hebbel-Gemeinde stellte deswegen eine Verbindung zu norddeutschen Autoren her, wie beispielsweise zu Theodor Storm, Klaus Groth und Detlev von Liliencron. Am 3. Juli 1926 erfolgte dann die Gründung des Vereins, der die Bezeichnung Gemeinde bis 1941 beibehielt. Den Vorsitz übernahm Ernst Kracht, Landrat des Kreises Norderdithmarschen.

## Vereinszweck
Gemäß seiner Satzung richtet sich die Tätigkeit insbesondere auf diesen Vereinszweck aus:
1. Verbreitung der Dichtung und Gedankenwelt Friedrich Hebbels,
2. Förderung der wissenschaftlichen Forschung über Friedrich Hebbel und seine Zeitgenossen,
3. Förderung des Hebbel-Museums.[1]

Um den Vereinszweck zu erfüllen, führt die Hebbel-Gesellschaft regelmäßige Zusammenkünfte seiner Mitglieder durch, gibt ein Jahrbuch sowie Schriften über Hebbel und seine Zeit heraus, fördert die Darbietungen der Dichtungen Friedrich Hebbels und die Herausgabe einer historisch-kritischen Gesamtausgabe der Werke Hebbels.

## Vorsitzende
Nach dem Ende des Zweiten Weltkriegs wählte die jeweilige Mitgliederversammlung folgende Personen zum Vorsitzenden der Hebbel-Gesellschaft:
Klaus Ziegler (1951–1952), Gerhard Fricke (1952–1954), Wolfgang Liepe (1954–1959), Erich Trunz (1959–1962), Heinz Stolte (1962–1983), Otfrid Ehrismann (1983–1985), Dieter Lohmeier (1985–1986), Günter Häntzschel (1990–1999) und Monika Ritzer (1999–2014). Im Jahr 2014 wurde Martin M. Langner (Universität Kraków) zum Vorsitzenden der Hebbel-Gesellschaft gewählt. Als Sekretär ist seit 2004 Hargen Thomsen tätig.

## Hebbel-Förderpreis
Seit 2015 vergibt die Stadt Wesselburen – in Zusammenarbeit mit der Hebbel-Gesellschaft – den Hebbel-Förderpreis für wissenschaftlichen Nachwuchs. Der Preis ist mit 1800 Euro dotiert (Stand 2024). Ausgezeichnet werden wissenschaftliche Arbeiten, die sich mit dem Werk Friedrich Hebbels oder der Rezeption seines Werkes beschäftigen oder Forschungsergebnisse zur kulturellen Situation seiner Zeit vorlegen, auch ohne einen direkten thematischen Bezug zum Dramatiker. Neben dem Hebbel-Förderpreis gibt es auch den von der Friedrich-Hebbel-Stiftung ausgelobte Friedrich-Hebbel-Preis. Dieser mit 5000 Euro dotierte Preis wird an Künstlerinnen und Künstler verliehen, die in Norddeutschland leben.
Die bisherigen Preisträger des Hebbel-Förderpreises sind:
- 2015: Susanne Schul
- 2016: Agata Gaczorek[6]
- 2018: Antonio Roselli
- 2019: Doreen Brandt
- 2021: Antonia Villinger
- 2023: Nicolas Paulus

Im Jahr 2016 wurde mit der Preisverleihung an die polnische Germanistin Agata Gaczorek erstmals eine ausländische Wissenschaftlerin geehrt. Gaczorek hat eine Dissertation zum Thema Judith von Friedrich Hebbel. Die Berliner Theaterfassung als Dokument des Biedermeier verfasst, in der sich die Doktorandin mit dem Theaterstück Judith und seiner Uraufführung von 1840 am Berliner Hoftheater beschäftigt.

## Mitgliedschaften
- Seit 1986: Gründungsmitglied der Arbeitsgemeinschaft Literarischer Gesellschaften und Gedenkstätten (ALG)

## Symposien
Die Hebbel-Gesellschaft hat seit 1991 insgesamt neun Symposien veranstaltet, u. a. zu diesen Themen:
- 10. und 11. Juni 1999 in Weimar: Hebbel in Weimar: Zwischen Klassik und Moderne[7]
- 14. bis 15. Juni 2001 in Wesselburen: Hebbel im 20. Jahrhundert[7]
- 7. bis 9. Mai 2003 in London und in Kooperation mit dem Institute of Germanic Studies: The Legacy of Friedrich Hebbel[8]
- 15. bis 16. Juni 2006 in Wesselburen: Zur Aktualität des Mythos: Ad Hebbels Nibelungen[9]
- 21. bis 23. Mai 2009 in Wien und in Kooperation mit der Grillparzer-Gesellschaft: Grillparzer und Hebbel: Tragödie im Theater des 19. Jahrhunderts[10]
- 16. bis 18. September 2013 in Wien: Friedrich Hebbel 1813–2013: Die Mission der Kunst[11]

## Veröffentlichungen

### Jahrbuch
Die Mitglieder der Gesellschaft erhielten in den Anfangsjahren die erforderlichen Informationen über Mitteilungsblätter. Im Jahr 1939 wurde erstmals ein Hebbel-Jahrbuch herausgegeben, das während des Zweiten Weltkriegs bis 1943 erschien. Nach Kriegsende begann 1947 die Fortsetzung der jährlichen Herausgabe, für die bis 1959 Detlef Cölln allein verantwortlich zeichnete. Bis 2014 sind in den Jahrbüchern etwa 650 Beiträge von 250 Autoren veröffentlicht.

### Werkausgabe
- Otfrid Ehrismann, U. Henry Gerlach, Günter Häntzschel, Hermann Knebel, Hargen Thomsen (Hrsg.): Friedrich Hebbel. Briefwechsel 1829–1863. Historisch-kritische Ausgabe in fünf Bänden. Wesselburener Ausgabe (WAB). Iudicium, München 1999, ISBN 3-89129-599-5.

### Diskografie
- Ulf Bästlein (Bassbariton) und Sascha El Mouissi (Pianist): Lieder nach Texten von Hebbel. CD bei Gramola, Wien 2014.